# Forrest Smithson
Forrest Custer Smithson, född 26 september 1884 i Portland, Oregon, död 24 november 1962 i Contra Costa County i Kalifornien, var en amerikansk friidrottare.
Smithson blev olympisk mästare på 110 meter häck vid sommarspelen 1908 i London  varvid han satte nytt världsrekord på 15,0 sekunder.
Smittson studerade teologi och ett känt fotografi av honom när han hoppar häck och håller en bibel i sin vänstra hand har bidragit till rykten om att han faktiskt sprang sin guldfinal med en bibel i handen. Detta stämmer dock inte då fotot med bibeln togs efter loppet, medan bilder från loppet visar att han inte höll någon bibel i handen vid själva loppet.